# Lacul Ighiel
Lacul Ighiel – jedyne naturalne jezioro krasowe w Rumunii. Znajduje się w górach Trascăului (Góry Zachodniorumuńskie), na południe od wsi Necrilești. Jezioro jest największym naturalnym akwenem Gór Zachodniorumuńskich.

## Charakterystyka
Akwen powstał w wyniku dużego osuwiska, które nastąpiło na zboczu zbudowanym z wapieni jurajskich oraz fliszu i zaryglowało dolinę potoku Ighiel (zwanego także Iezer lub Iezăr).
Jezioro położone jest na wysokości 925 m n.p.m. i ma powierzchnię około 5,5 ha oraz głębokość 8,5-9 metrów. Otoczone jest górami o wysokości do 1300 m n.p.m. W 1969 roku zostało uznane za rezerwat przyrody (wraz z otaczającym je lasem bukowym, świerkowym i sosnowym, stanowiącym jego naturalna otulinę). Woda ma barwę turkusowo-zieloną, co jest spowodowane załamywaniem się światła o wapienne dno. Akwen rozlewa się na obszarze wapiennego płaskowyżu z licznymi lejami krasowymi.

## Turystyka
W latach 70. XX wieku wybudowano na samym brzegu dom myśliwski (Cabana Ighiel) i pomost, które należą do lokalnego nadleśnictwa. Można tutaj łowić m.in. pstrągi.
Dojście piesze:
- żółtym szlakiem z Necrilești,
- niebieskim szlakiem z Ighiu (od wschodu) lub ze Zlatnej (od zachodu)[1].